# Vincenzo Esposito
Vincenzo Esposito  (nacido el 1 de marzo de 1969 en Caserta, Italia)  es un exjugador y entrenador italiano de baloncesto. Con 1.94 de estatura, jugaba en la posición de escolta. Actualmente está sin equipo tras dirigir en 2020 al Germani Basket Brescia.

## Trayectoria como jugador
Debutó siendo un quinceañero en el equipo de su ciudad, el Snaidero de Caserta, donde aprendió al lado de Oscar Schmidt. Con apenas 20 años disputó la Recopa de Europa de baloncesto 1988-89 frente al Real Madrid en la que Dražen Petrović metió 62 puntos. En Italia estuvo hasta 1993 tras jugar durante dos temporadas en la Fortitudo de Bolonia y con su debut en la selección nacional le abrieron las puertas de los Toronto Raptors, por entonces recién nacidos. 
En la NBA solo jugó 9,3 minutos de promedio (3,9 puntos), pese a que un partido anotó 19 puntos en 21 minutos a los New Yorks Knicks en Nueva York.
Tras su regreso a Italia jugaría en un gran cantidad de equipos de la Lega Basket Serie A.
Vicenzo disputó dos temporadas en España, en concreto en Las Palmas de Gran Canaria (15 partidos en la 2001-02 en la máxima categoría) y en Murcia (5 encuentros en la 2004-05 en la LEB con Murcia). 
En principio se había retirado en 2009, pero regresó cuatro años después para echar una mano al Costa Imola, donde ejerció como entrenador-jugador hasta los 44 años.

## Trayectoria como entrenador
Tras una dilatada trayectoria como jugador, Esposito comenzó una carrera como entrenador de baloncesto con el Aquila Basket Trento de la Serie A en la temporada 2009-10, con el equipo terminando en novena posición. Al año siguiente, entrenó a Fortitudo Agrigento en la misma división, y se fue después de un año. 
En julio de 2013, regresó a Imola, para entrenar al equipo que todavía estaba en la segunda división. Después de que su equipo solo ganara un encuentro de trece disputados, decidió con los 44 años, regresar al equipo como jugador, dejando las funciones de entrenador a su asistente. 
En 2014 se reincorporó a otro ex-club como jugador, en concreto a la Juvecaserta, para servir como entrenador asistente de Lele Molin primero y luego de Zare Markovski en la Serie A. Cuando Markovski fue despedido en diciembre, con Caserta con ningún partido ganado en cinco encuentros, Esposito asumió como entrenador en jefe. Vicenzo lograría conseguir 8 victorias en los siguientes 19 partidos, lo que les dio la esperanza de escapar del descenso, sin embargo, el equipo perdió su último partido y descendió de categoría.
Esposito permanecería en la Serie A, firmando un contrato de dos años con Giorgio Tesi Group Pistoia en junio de 2015. [En dos años como entrenador del Giorgio Tesi Group Pistoia llevó dos veces al equipo a los playoffs, una vez a la Copa de Baloncesto de Italia y al final de la temporada 2017 fue nombrado Entrenador del Año de la Liga Italiana.
El 22 de mayo de 2018, Esposito firmó un acuerdo con el Banco di Sardegna Sassari de la Lega Basket Serie A.
El 26 de mayo de 2019, Esposito firmó un acuerdo con Germani Basket Brescia de la Lega Basket Serie A. El 1 de diciembre de 2020, sería despedido por los malos resultado del comienzo de la temporada y sería reemplazado por Maurizio Buscaglia.

## Clubs como jugador
- 1987-1993: Juvecaserta Basket
- 1993-1995: Fortitudo Bologna
- 1995-1996: Toronto Raptors
- 1996-1998: Scavolini Pesaro
- 1997-1998: Pistoia Basket
- 1998-2001: Andrea Costa Imola
- 2001-2002: Snaidero Udine
- 2001-2002: CB Gran Canaria
- 2002-2003: Andrea Costa Imola
- 2003-2004: Scafati Basket
- 2003-2004: Virtus Roma
- 2004-2005: Andrea Costa Imola
- 2004-2005: CB Murcia
- 2005-2006: Curtiriso Casale Monferrato
- 2005-2007: Orlandina Basket
- 2006-2007: Gragnano Basket
- 2007-2009: Sporting Club Gira

## Clubs como entrenador
- 2009–2010: Aquila Trento
- 2010–2011: Fortitudo Agrigento
- 2013–2014: Andrea Costa Imola
- 2014–2015: Juvecaserta Basket
- 2015–2018: Pistoia 2000
- 2018–2019: Dinamo Sassari
- 2019–2020: Brescia Leonessa